# Zimna (Pisz)
Zimna (deutsch Zymna, 1932 bis 1945 Kaltenfließ) ist ein Dorf in der polnischen Woiwodschaft Ermland-Masuren und gehört zur Gmina Pisz (Stadt- und Landgemeinde Johannisburg) im Powiat Piski (Kreis Johannisburg).

## Geographische Lage
Zimna liegt im südlichen Osten der Woiwodschaft Ermland-Masuren, 15 Kilometer südwestlich der Kreisstadt Pisz (deutsch Johannisburg).
Nur drei Kilometer südöstlich liegt der gleichnamige Ort Zimna, der zur Gmina Turośl – bereits im Gebiet der Woiwodschaft Podlachien – gehört. Zwischen beiden Orten verlief bis 1945 die deutsch-polnische Staatsgrenze, die heute von der Grenze zwischen den Woiwodschaften Ermland-Masuren und Podlachien markiert wird.

## Geschichte
Der heutige Weiler und frühere kleine vor 1803 Szimno und bis 1932 Zymna (wohl auch Zimna) genannte Ort wurde im Jahre 1803 als Erbpachtdorf gegründet und bestand aus dem Dorf und einer 500 Meter westlich gelegenen Försterei.
Im Jahre 1874 wurde der Ort in den neu errichteten Amtsbezirk Kullik (polnisch Kulik) eingegliedert.
92 Einwohner waren 1910 in Zymna registriert. Am 16. Dezember 1932 wurde das Dorf in „Kaltenfließ“ umbenannt. Im Folgejahr zählte der Ort 119 und im Jahr 1939 bereits 133 Einwohner.
In Kriegsfolge kam der Ort 1945 mit dem gesamten südlichen Ostpreußen zu Polen und erhielt die polnische Namensform „Zimna“. Heute ist er eine Ortschaft im Verbund der Stadt- und Landgemeinde Pisz (Johannisburg) im Powiat Piski (Kreis Johannisburg), bis 1998 der Woiwodschaft Suwałki, seitdem der Woiwodschaft Ermland-Masuren zugehörig.

## Kirche
Bis 1945 war Zymna resp. Kaltenfließ in die evangelische Kirche Turoscheln (1938 bis 1945 Mittenheide, polnisch Turośl) in der Kirchenprovinz Ostpreußen der Kirche der Altpreußischen Union sowie in die römisch-katholische Kirche in Johannisburg im Bistum Ermland eingepfarrt.
Heute gehört Zimna katholischerseits zur Pfarrkirche Turośl im Bistum Ełk der Römisch-katholischen Kirche in Polen. Die evangelischen Einwohner halten sich zur Kirchengemeinde in Pisz in der Diözese Masuren der Evangelisch-Augsburgischen Kirche in Polen.

## Verkehr
Zimna liegt weit abseits vom Verkehrsgeschehen und ist lediglich über zum Teil unwegsame Landwege von Anuszewo (Annussewen, 1938 bis 1945 Brennerheim) bzw. Zdunowo (Sdunowen, 1938 bis 1945 Sadaunen) aus zu erreichen. Eine Bahnanbindung gibt es nicht.